# John Salazar
John Tony Salazar (ur. 21 lipca 1953) – amerykański polityk, członek Partii Demokratycznej. W latach 2005–2011 przez trzy kadencje Kongresu Stanów Zjednoczonych był przedstawicielem trzeciego okręgu wyborczego w stanie Kolorado w Izbie Reprezentantów Stanów Zjednoczonych.
Jest żonaty z Mary Lou Salazar i ma trójkę dzieci: Estebana, Miguela i Jesusa. Jego brat, Kenneth Lee Salazar, reprezentował stan Kolorado w Senacie Stanów Zjednoczonych.